# Krzysztof Hanke

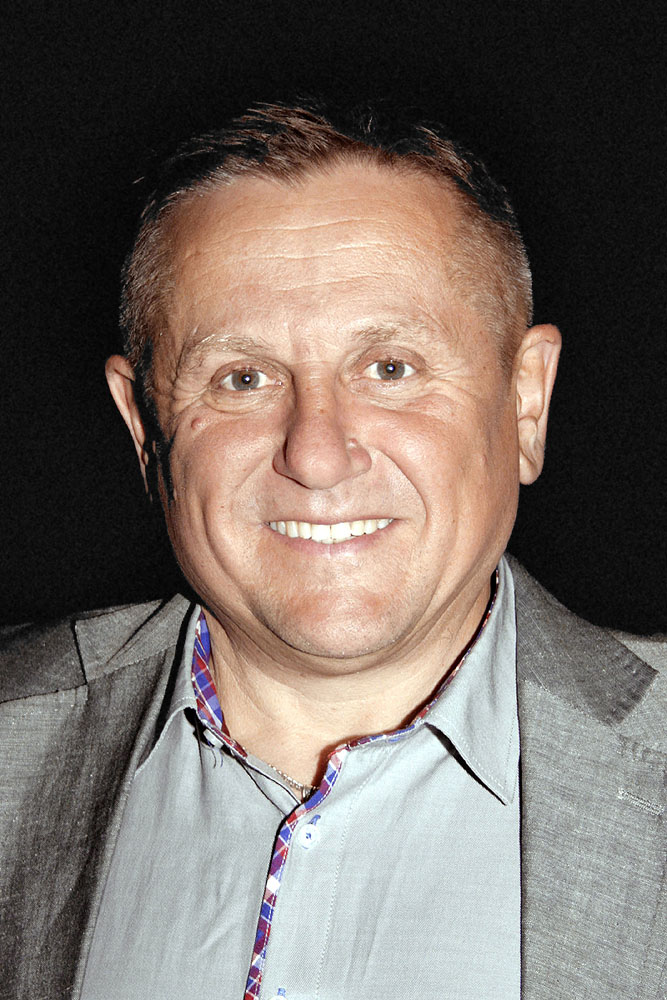
Krzysztof Hanke, 2014

Krzysztof Hanke (* 31. Oktober 1957 in Świętochłowice) ist ein polnischer Schauspieler. Er spielte in Serien sowie Filmen, Reality-Shows und Konzerten.

## Biographie
Krzysztof Hanke ist ein Absolvent des III. Liceum in Zabrze. Zusammen mit Ryszard Siwek und Andrzej Stefaniuk hat er 1981 und 1982 das Kabaret Rak gegründet. Zwischen 1999 und 2008 spielte er die Hauptrolle von Hubert „Bercik“ Dworniok aus der Serie Święta Wojna auf TVP2. Dadurch steigerte sich seine Bekanntheit. Im Frühling 2009 beteiligte er sich an der Freitägigen Edition des Programms von Polsat „Jak oni śpiewają“. Er erreichte den 5. Platz, verlor aber in der 11. Folge.
Hanke führte das Programm Gala śląskiej piosenki, welches auf TVP2 und TVP Polonia ausgestrahlt wurde. Er war bei Telediskos wie „Helka“ und „Czerń i biel“ beteiligt. Im Herbst 2018 trat er in der ersten Edition des Programmes Lepiej późno niż wcale von Polsat auf.
Hanke ist verheiratet und hat zwei Kinder.

## Filmografie

### Filme und Serien
- 1997: Robin Hood – czwarta strzała
- 1999–2008: Święta Wojna
- 2009: Doktor Dziwago
- 2013: Baczyński
- 2019: Lombard. Życie pod zastaw

### Reality-Shows
- 2018: Lepiej późno niż wcale

### Telediskos
- 2009: Chanel – als Helka
- 2018: Ich Troje – als Czerń i Biel